# Pilotrichella ampullacea
Pilotrichella ampullacea är en bladmossart som beskrevs av Georg Friedrich von Jaeger 1877. Pilotrichella ampullacea ingår i släktet Pilotrichella och familjen Meteoriaceae. Inga underarter finns listade i Catalogue of Life.